# AirPods
AirPods — беспроводные Bluetooth-наушники корпорации Apple. Представляют собой два раздельных наушника (TWS), использующих жесты для взаимодействия с пользователем: вынимание наушника из уха приостанавливает воспроизведение (функция «пауза»); возврат его на место — продолжит воспроизведение; двойное касание запускает голосового ассистента Siri либо управляет воспроизведением музыки. Наушники AirPods совместимы с устройствами Apple на iOS 10 или новее, а также с ПК и ноутбуками на базе macOS Sierra и часами на базе watchOS. Наушники воспроизводят звук с любого устройства, совместимого со стандартом Bluetooth 4.0. На устройствах с ОС Android доступен жест «двойное касание» для управления.

## История

### 1-е поколение
AirPods были представлены 7 сентября 2016 года вместе с iPhone 7 и Apple Watch Series 2. Apple планировала начать продажи AirPods в конце октября, но сдвинула срок на более поздние даты. С 13 декабря 2016 года открыт онлайн-заказ наушников, а с 20 декабря они стали доступны в Apple Store и у ресселеров. Цена наушников в комплекте с чехлом — 159 долларов США (около 10,5 тысяч рублей).
С выпуском iOS 10.3 добавлена возможность поиска потерянных AirPods путем активации звука через приложение «Find My iPhone».
В сентябре 2017 года, вместе с выходом iPhone 8/8 Plus и iPhone X, поддерживающих беспроводную зарядку Qi, был представлен новый блок питания, также дополненный ресивером Qi.
AirPods содержат фирменный SoC-процессор Apple W1, который помогает оптимизировать использование батареи, а также Bluetooth 4.2 и аудиовыходы. Для расширенных функций подключения W1 требуются устройства под управлением iOS 10, macOS Sierra, watchOS 3 или более поздней версии. Они также могут функционировать как стандартные наушники Bluetooth при подключении к любому устройству, поддерживающему Bluetooth 4.0 или выше, включая ноутбуки с Windows и устройства Android.
Внутри каждого AirPod есть два микрофона, один из которых направлен наружу на уровне уха, а другой — в нижней части ножки. Каждый AirPod весит 0,14 унции (4,0 г), а его чехол для зарядки весит 1,34 унции (38 г). AirPods способны удерживать заряд около пяти часов. Зарядка их в течение пятнадцати минут в чехле дает три часа прослушивания. Зарядный чехол обеспечивает 24 часа общего времени использования. Во время полного демонтажа было обнаружено, что каждый AirPod содержит батарею емкостью 93 милливатт-часа в стержне, в то время как зарядный чехол содержит батарею емкостью 1,52 ватт-часа или 398 мАч при напряжении 3,81 В.
Номера моделей AirPods первого поколения — A1523 и A1722.
Производство AirPods первого поколения было прекращено 20 марта 2019 года, после выхода второго поколения.

### 2-е поколение
Apple анонсировала AirPods второго поколения 20 марта 2019. Они имеют тот же дизайн, что и первое поколение, но имеют обновленные функции. Они включают в себя процессор H1, который поддерживает громкую связь «Hey Siri», подключение по Bluetooth 5. Apple также утверждает, что они работают на 50 % дольше в режиме разговора и быстрее подключаются к устройству. В iOS 13.2 была добавлена функция «Анонсировать сообщения с помощью Siri», которая позволяет пользователю диктовать текстовые сообщения Siri.
AirPods второго поколения можно приобрести с тем же чехлом для зарядки, что и первое поколение, или за дополнительную плату в комплекте с чехлом для беспроводной зарядки, который можно использовать с зарядными устройствами Qi. Чехол для беспроводной зарядки можно приобрести отдельно, он совместим с AirPods первого поколения. Он перемещает светодиодный индикатор зарядки на внешнюю сторону корпуса. Чехол для беспроводной зарядки был первоначально анонсирован в сентябре 2017 года вместе с зарядным ковриком AirPower, но выпуск был отложен из-за затянувшейся разработки AirPower и возможной отмены. AirPods второго поколения остались в продаже со снижением цен после выпуска третьего поколения в октябре 2021 года, но теперь доступны только с чехлом для зарядки lightning.
Номера моделей AirPods второго поколения — A2032 и A2031.

### 3-е поколение
Apple анонсировала AirPods третьего поколения 18 октября 2021 года. Они имеют внешний редизайн с более короткими ножками, похожими на AirPods Pro, и используют аналогичное управление force touch. Они включают в себя поддержку пространственного звука и Dolby Atmos, водонепроницаемость IPX4, распознавание кожи и чехол, поддерживающий зарядку MagSafe. Apple заявляет об увеличении времени автономной работы: AirPods работают шесть часов, а зарядный чехол обеспечивает до 30 часов. Предварительные заказы AirPods третьего поколения начались 18 октября 2021 года. AirPods третьего поколения были выпущены 26 октября 2021 года по цене 179 долларов. В сентябре 2022 года Apple выпустила вариант ценой 169 долларов с зарядным чехлом, не совместимым с Qi и MagSafe charging.
Номера моделей AirPods третьего поколения — A2565 и A2564.

### Airpods 4
В сентябре 2024 года Apple представила новую модель беспроводных наушников, не имеющих амбушюров — Airpods 4. Модель оснащена процессором Apple H2, имеет порт для зарядки USB Type-C и Bluetooth 5.3. Наушники Airpods 4 представлены в двух вариациях — базовой и с активным шумоподавлением (ANC). Версия с ANC имеет функцию беспроводной зарядки.

## Аппаратное обеспечение
Apple использовала собственный чип Apple W1, построенный на архитектуре ARM, что позволило оптимизировать потребление электроэнергии из батареи и обрабатывать передачу звука через Bluetooth 4.0.
Каждый наушник AirPod весит 4 грамма; в комплекте с ними поставляется коробка (футляр) для хранения и зарядки весом 38 граммов. Заряда AirPods достаточно для использования на протяжении 5 часов. Также коробка имеет собственный аккумулятор на 24 часа использования наушников и заряжается от Lightning. В ходе разбора в AirPods были обнаружены батареи на 93 мВт*ч, а в коробке — на 1,52 Вт*ч.
AirPods имеют обновляемую прошивку, но точная схема доставки обновлений неизвестна.

## Критика
Отмечалась высокая цена наушников AirPods. Перед тестированием высказывались сомнения в надежности крепления, но тестирование их опровергло.
Также отмечалась высокая скорость разряда коробки для хранения и зарядки, даже когда AirPods не используются: отдельные пользователи сообщали о потере 30 % заряда за сутки. Apple заявила об исправлении ряда проблем с подключением и использованием батареи в прошивке 3.5.2.
Появление AirPods заставило и другие компании выпускать беспроводные наушники. В частности, новые продукты в этом сегменте выпустили Sony и Samsung Electronics.
В 2018 году на профильных форумах все чаще стали встречаться жалобы пользователей AirPods на тошноту и головные боли.
В 2020 году вышли AirPods Max, которые стоят 550 долларов США. Пользователи высказывали негативные отзывы, такие как: скудный комплект, странный чехол, нескладная конструкция и неоправданно высокая цена. AirPods Max были восприняты холодно фанатами техники Apple на фоне популярных AirPods Pro и AirPods.